# Геролд, Йиржи
Йиржи Геролд (чеш. Jiří Herold; 16 апреля 1875 — 13 ноября 1934) — чешский альтист и композитор.
Окончил Пражскую консерваторию, где изучал скрипку у Франца Лахнера и Антонина Бенневица, а также композицию у Карела Книтля. Работал в Вене и в Кракове. В 1902 г. основал собственный струнный квартет. В 1906 г. заменил в составе Чешского квартета Оскара Недбала (и недолго замещавшего его Лайонела Тертиса) и оставался на этом посту до самой смерти. С 1922 г. Геролд также был профессором камерного ансамбля Пражской консерватории. Иржи Геролд умер в студии радиовещания во время репетиции симфонии Берлиоза «Гарольд в Италии»; после его смерти Чешский квартет был распущен.
В композиторском наследии Геролда преимущественный интерес представляют произведения для альта. 
В 1998 г. молодыми чешскими музыкантами был создан Квартет имени Геролда (чеш. Heroldovo kvarteto). 
В 2025 году итальянский альтист Марко Мишанья записал мировую премьеру «Этюдов для альта» Йиржи Геролдa.